# Basketball-Europameisterschaft 2009/Division B
Die Division B war die untere im zweistufigen Qualifikationssystem zur EM 2009. Die Division B umfasst 2009 15 europäische Basketball-Nationalteams. Darunter sind 12 Teams die 2007 in der Division B gespielt hatten, dort nicht aufgestiegen sind. In der Division A 2007 waren das dänische und das schwedische Nationalteam in die Division B abgestiegen. Als 15. Team nahm Montenegro nach der Unabhängigkeit erstmals an einer Qualifikation zur EM teil. Die Spiele der Division B fanden vom 6. bis zum 20. September 2008 sowie vom 15. bis zum 29. August 2009 statt. 

## Qualifikationsrunde (Qualifying Round)
Die Mannschaften spielten in 3 Gruppen (A, B, C). Die 3 Gruppenersten und der beste Gruppenzweite qualifizieren sich für die Play-off-Spiele um den Aufstieg in die Division A.

### Gruppe A
| Platz | Team        | Spiele | Siege | Niederl. | Punkte | Körbe   | Diff |
| ----- | ----------- | ------ | ----- | -------- | ------ | ------- | ---- |
| 1     | Montenegro  | 8      | 8     | 0        | 16     | 705:516 | +189 |
| 2     | Niederlande | 8      | 5     | 3        | 13     | 592:550 | +042 |
| 3     | Österreich  | 8      | 4     | 4        | 12     | 572:587 | −015 |
| 4     | Island      | 8      | 3     | 5        | 11     | 561:623 | −062 |
| 5     | Dänemark    | 8      | 0     | 8        | 8      | 493:647 | −154 |

### Gruppe B
| Platz | Team     | Spiele | Siege | Niederl. | Punkte | Körbe   | Diff |
| ----- | -------- | ------ | ----- | -------- | ------ | ------- | ---- |
| 1     | Belarus  | 8      | 7     | 1        | 15     | 621:547 | +074 |
| 2     | Schweiz  | 8      | 5     | 3        | 13     | 561:567 | −06  |
| 3     | Zypern   | 8      | 3     | 5        | 11     | 566:538 | +028 |
| 4     | Rumänien | 8      | 3     | 5        | 11     | 600:566 | +034 |
| 5     | Albanien | 8      | 2     | 6        | 10     | 536:666 | −130 |

### Gruppe C
| Platz | Team      | Spiele | Siege | Niederl. | Punkte | Körbe   | Diff |
| ----- | --------- | ------ | ----- | -------- | ------ | ------- | ---- |
| 1     | Georgien  | 8      | 7     | 1        | 15     | 738:549 | +189 |
| 2     | Schweden  | 8      | 7     | 1        | 15     | 627:491 | +136 |
| 3     | Slowakei  | 8      | 4     | 4        | 12     | 630:631 | −01  |
| 4     | Irland    | 8      | 2     | 6        | 10     | 616:663 | −047 |
| 5     | Luxemburg | 8      | 0     | 8        | 8      | 512:789 | −277 |

### Reihenfolge der Gruppenzweiten
| Platz | Team        | Spiele | Siege | Niederl. | Punkte | Körbe   | Korbverh. |
| ----- | ----------- | ------ | ----- | -------- | ------ | ------- | --------- |
| 1     | Schweden    | 8      | 7     | 1        | 15     | 627:491 | +136      |
| 2     | Niederlande | 8      | 5     | 3        | 13     | 592:550 | +042      |
| 3     | Schweiz     | 8      | 5     | 3        | 13     | 561:567 | −06       |

## Aufstiegsspiele (Qualification Games)
In den Aufstiegsspielen spielten die drei Gruppensieger und der beste Gruppenzweite zwei Aufsteiger in die Division A aus. Dazu wurden je zwei Teams gegeneinander gelost, die in jeweils zwei Spielen einen Aufsteiger ermittelten.
| Team 1     | Team 2   | 1. Spiel | 2. Spiel | Gesamt- ergebnis |
| ---------- | -------- | -------- | -------- | ---------------- |
| Montenegro | Schweden | 70:50    | 88:71    | 158:121          |
| Georgien   | Belarus  | 89:75    | 86:84    | 175:159          |